# Cantonul Jarnac
Cantonul Jarnac este un canton din arondismentul Cognac, departamentul Charente, regiunea Poitou-Charentes, Franța.

## Comune
- Bassac
- Chassors
- Fleurac
- Foussignac
- Houlette
- Jarnac (reședință)
- Julienne
- Les Métairies
- Mérignac
- Nercillac
- Réparsac
- Sainte-Sévère
- Sigogne
- Triac-Lautrait